# Sankt Mikaels fästning, Šibenik
Sankt Mikaels fästning (kroatiska: Tvrđava svetog Mihovila, italienska: Fortezza di San Michele), lokalt och i äldre litteratur även kallad Sankta Annas fästning (kroatiska: Tvrđava svete Ane, italienska: Fortezza di Sant'Anna), är en kulturmärkt fästning i Šibenik i Kroatien. Dess äldsta delar är från 1200-talet och fästningen är den äldsta bevarade försvarsbyggnaden i Šibenik. Sankt Mikaels fästning har spelat en viktig roll i stadens historia och stadsutveckling samt tidigare utgjort ett bålverk och viktig del av stadens försvar. Under medeltiden växte staden fram under den drygt 70 meter höga höjden fästningen är belägen på. Senare kom fästningen att utgöra stommen i Šibeniks befästningssystem bestående av en serie fästningar (se Baronefästningen, Sankt Johannes fästning och Sankt Nikolaus fästning). Idag är Sankt Mikaels fästning en av Šibeniks turistattraktioner och en plats för kulturella evenemang.

## Namn
Fästningens officiella namn är Sankt Mikaels fästning. Tidigare har den kallats för andra namn. Enligt historiska källor fanns det på 1100-talet en kyrka (Sankt Mikaels kyrka) innanför fortifikationens murar. Kyrkan som inte finns bevarad var tillägnad Sankt Mikael (staden Šibeniks skyddshelgon) och har gett upphov till fästningens namn. På 1400-talet kallades fästningen för Sankt Mikaels kastell (Castrum Sancti Michelis). Under det venetianska styret kallades fästningen i folkmun för det föga smickrande namnet Gamla kastellet (Castel vecchio).
År 1663 förstördes stora delar av fästningen (inklusive Sankt Mikaels kyrka) i en explosion orsakad av ett blixtnedslag i krutmagasinet. I samband med restaureringen fördes en staty föreställande Sankta Anna till ett kapell som låg på sluttningen sydöst om fästningen. Kapellet kallades Sankta Annas kyrka och år 1828 anlades den nya stadskyrkogården Sankta Annas kyrkogård vid kyrkan. Med tiden förlorade fästningen sin militära betydelse. Lokalborna kallade därefter fortifikationen för Sankta Annas fästning efter kyrkan, kyrkogården och platsen den var belägen vid.
På 1990-talet genomfördes en allmän revidering av alla toponymer och gatunamn i Šibenik. Fästingen återfick då det historiska namnet Sankt Mikaels kastell. År 2011 inleddes kastellets revitalisering och benämningen Sankt Mikaels fästning började användas allt mer frekvent för den tidigare försvarsbyggnaden. Sedan dess kallas den i formella sammanhang uteslutande för Sankt Mikaels fästning. I äldre litteratur och i företrädesvis lokala sammanhang används dock ibland namnet Sankt Annas fästning.

## Historik

### Förhistoria
Arkeologiska fyndigheter tyder på att det på platsen för Sankt Mikaels fästning fanns ett liburnisk försvarsverk med historisk kontinuitet från yngre bronsålder till senantiken. Bland annat har en förhistorisk yxa, romerska bennålar och medeltida keramik hittats vid försvarsbyggnaden.

### Medeltiden

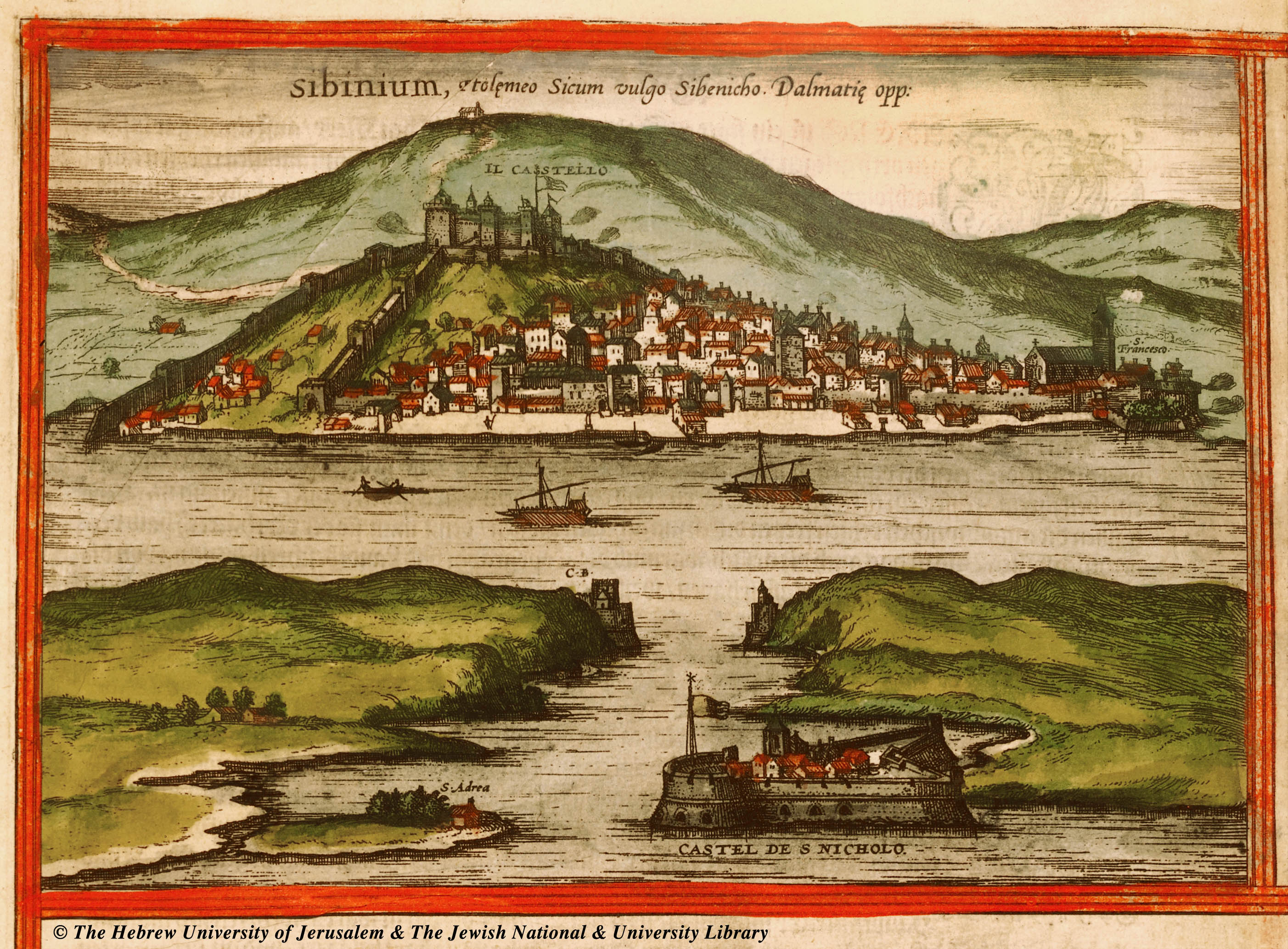
Karta från år 1575 som visar staden Šibenik och Sankt Mikaels fästning.

Staden Šibenik omnämns för första gången som Castrum Sebinici i ett privilegiebrev utfärdat av kung Petar Krešimir IV den 26 december 1066. Brevet utfärdades i Šibenik och fästningen tros då ha existerat vilket bland annat bekräftas av att kungen residerade i staden och att den omnämns som ett castrum. De första skriftliga källorna som bekräftar fästningens existens är från slutet av 1000-talet och början av 1100-talet. Av dessa framgår att kung Stjepan II utfärdade ett dokument framför Šibenik-fästningen och att biskopen av Trogir kort därefter höll en mässa i Sankt Mikaels kyrka. Historiska källor från 1300-talet bekräftar i sin tur att kyrkan låg innanför fästningens väggar och murar. 
Sankt Mikaels fästning är belägen på en drygt 70 meter hög, brant och klippig höjd. Under medeltiden utgjorde platsen en strategisk och fördelaktig punkt vid floden Krkas mynning, halvvägs mellan de antika städerna Zadar och Split samt nära alla viktiga transportvägar i Dalmatien. Fästningens geografiska läge och betydelse har lett till att den under historiens gång har raserats och återuppbyggts ett flertal gånger.
En historisk rapport om den venetianske dogen Ordelafo Falieros militära förehavanden berättar att venetianarna år 1116 angrep Šibenik och att de under angreppet trots lokalbefolkningens enträgna motstånd förstörde den "ogenomträngliga fästningen". Den förstördes så att den inte skulle utgöra en "högborg för den kroatiska armén".
På 1100-talet utgjorde sjöröveri en lukrativ och viktig "näringsgren" vid Adriatiska havet. Den första källan som omnämner sjörövare från Šibenik är från år 1167. År 1177 plundrades Raymundo de Capella, påvens sändebud till den tyske-romerske kejsaren, av sjörövare från Šibenik. Eftersom en stark och solid fästning var en förutsättning för att bedriva sjöröveri är det högst troligt att Šibeniks lokalbor kort efter att venetianarna raserat den lät återuppbygga och förstärka fästningen.
På 1200-talet raserades fästningen av Šibenik-borna för att förhindra att den skulle övergå i tempelriddarnas ägo. Den ungersk-kroatiske kung Andreas II hade nämligen förlänat fästningen till tempelriddarna i utbyte mot Klisfästningen.
I början av 1300-talet gjorde Šibenik-borna uppror mot de lokala härskarna, grevarna av Bribir. Med hjälp av Republiken Venedig fördrevs de slutligen från staden år 1322. Men innan dess ledde ban Mladen II Šubić år 1319 en bestraffningsexpedition mot upprorsmakarna. I den lokala konflikten spelade fästningen en viktig roll i försvaret av staden.
Från 1100-talet till 1400-talet stred Republiken Venedig och Kungariket Ungern (sedan år 1102 i personalunion med Kungariket Kroatien) om herraväldet över Šibenik. År 1378 lade den venetianska flottan under ledning av amiralen Vettore Pisani ankar utanför det då ungersk-kroatiska Šibenik. Inför hotet av ett venetianskt angrepp svarade staden med ett ultimatum – "underkastelse kan endast påtvingas med svärdet, inte ord" – varpå venetianarna skred till verket. Staden angreps och plundrades men venetianarna lyckades aldrig inta fästningen.

### Venetianska perioden

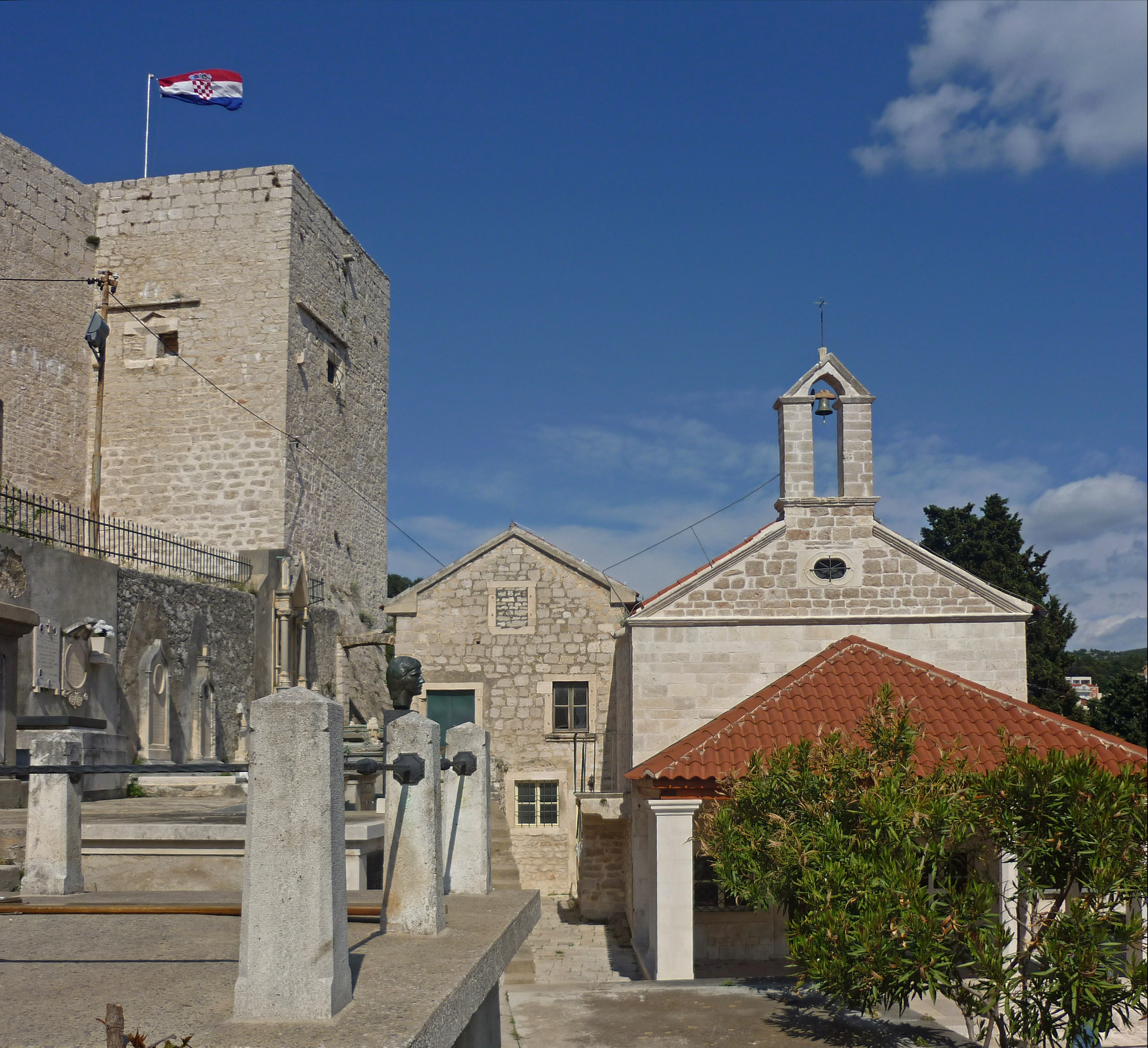
Sankt Annas kyrka (kapell) samt del av fästningen år 2017.

År 1409 köpte Republiken Venedig rättigheterna till Dalmatien från en tronpretendent till den ungerska kronan. Šibenik motsatte sig venetianskt styre men betvingades efter en venetiansk belägring som varade i 38 månader. Ett avtal och uppgörelse mellan Venedig och Šibenik innebar att staden godtog att fästningen delvis revs och gjordes obrukbar. På så vis försäkrade sig staden om att slippa venetiansk militär närvaro och venetianarna förhindrade ett lokalt uppror. På begäran av staden Šibenik påbörjades dock år 1419 en ombyggnation och utökning av fästningen. Den förstärktes och en skyddsmur som ledde från försvarsbyggnaden till havet uppfördes. Den nya muren löpte parallellt med den befintliga stadsmuren och skapade tillsammans med denna en yta som bäst kan beskrivas som en bred muromgärdad passage från fästningen till havet. Venetianarna kallade passagen "strada del soccorso" (räddningens väg).    
På 1400-talet var fästningen det viktigaste objektet i det då venetianska Šibeniks försvarssystem. Under denna period hade den en stationär militär styrka bestående av 40 soldater som var uppdelade i två enheter. De två enheterna bestod av en befälhavare och korpral med varsin assistent samt en stridande styrka med 16 armborstförsedda soldater. I mitten av århundradet var fästningen bestyckad med 32 kanoner och i dess vapenarsenal ingick 5 gevär, omkring 100 armborst, 77 pilbågar med tillhörande ammunition bestående av uppemot 3 000 pilar, 68 spjut, 42 rustningar och 68 sköldar.  

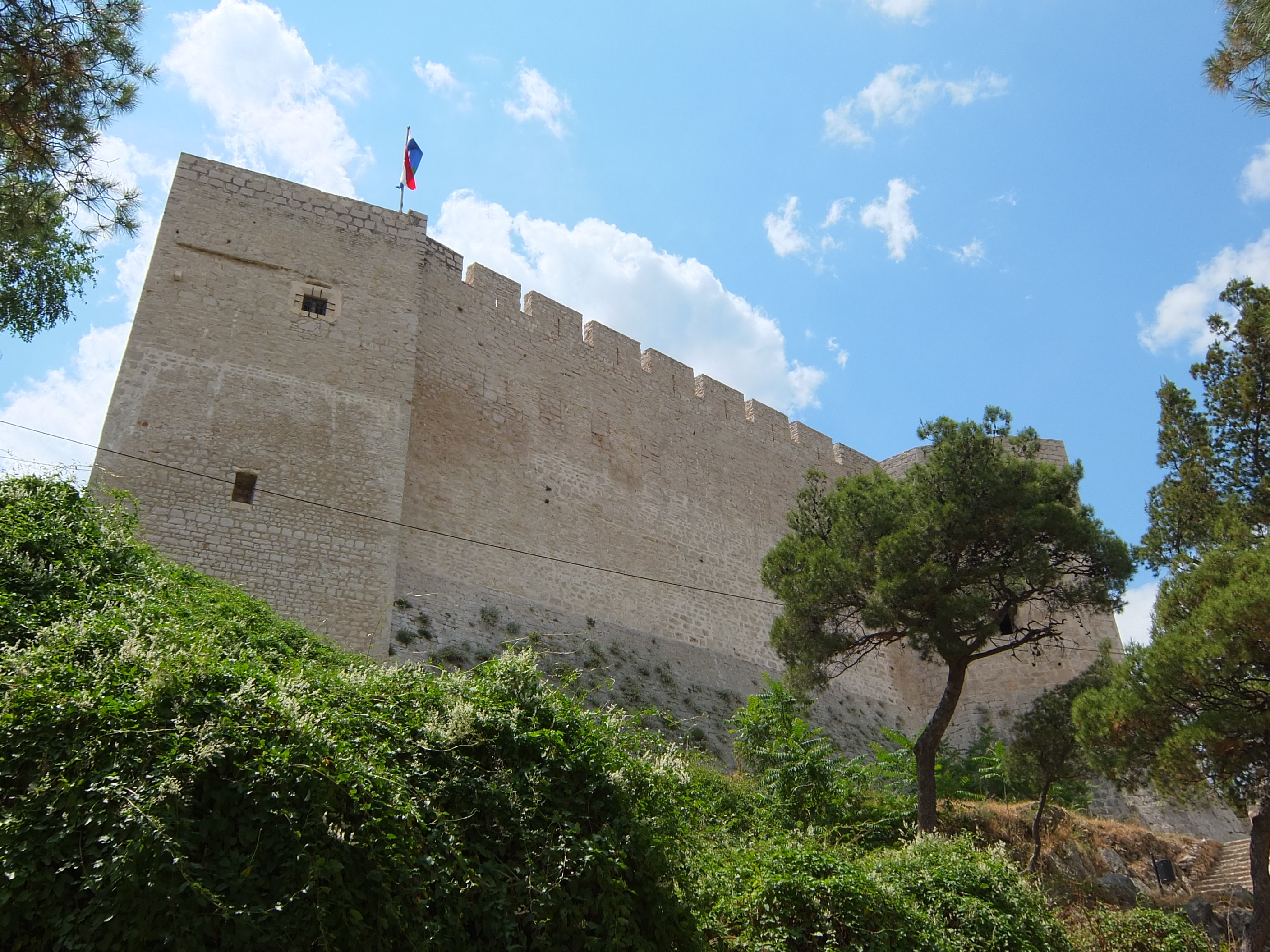
Sankt Mikael-fästningens nordöstra sida år 2014.

År 1575 rapporterade Venedigs utsände Andrea Giustiniani att fästningen var "liten med svaga väggar". I rapporten drog han slutsatsen att ytterligare en fästning behövde uppföras på den närliggande Sankt Johannes-höjden för att förstärka stadens försvar. Rapporten var en av flera under 1500-talet som hade till syfte att varsko den venetianska regeringen om skicket av Šibeniks försvarssystem. Under 1400-talet och 1500-talet hade det muslimska Osmanska riket expanderat i sydöstra Europa och utgjorde ett reellt hot mot det av Venedig kontrollerade Dalmatien. År 1646 uppfördes Sankt Johannes fästning och Baronefästningen som bidrog till att häva de osmanska belägringarna av Šibenik år 1647 och 1663. Enligt vissa historiska rapporter ska uppemot 4 000 osmanska soldater ha omkommit i försöket att inta staden i den andra belägringen år 1663. Den venetianska militära rådgivaren Onofrio de Campo avlade en rapport efter den andra belägringen där han skrev följande: "På tal om betydelse är Šibeniks fästning den mest avgörande av alla fästningar i provinsen. Det är en plats där fienden kan orsaka den största skadan... inte bara mot den illustra republiken[a] utan även enorm skada mot hela kristendomen".
År 1663 förstördes fästningen i en förödande explosion efter ett blixtnedslag i krutmagasinet. Den 21 augusti 1752 förstördes den ånyo efter en explosion i krutmagasinet. I den kraftiga explosionen slungades sten och fragment från fortifikationen till havet och hela den sydvästra delen av fästningen liksom delar av den norra väggen förstördes.

### Österrikiska perioden
För första gången på över ett sekel besöktes Šibenik år 1818 av ett statsöverhuvud, nämligen kejsar Ferdinand I som var på genomresa i den dalmatiska provinsen. Kejsaren lade märke till fästningen och i en notering skrev han att "staden är omgiven av murar som inkluderar slottet". Han noterade även att fästningen kunde nås via trappor genom dubbelmurarna.
År 1832 restaurerade österrikarna fästningen sedan ingenjören Giustiniani informerat den österrikiska förvaltningen om dess dåliga skick.   

## Arkitektur och beskrivning
Den nuvarande Sankt Mikael-fästningens äldsta delar (östra väggen) är från 1200-talet medan övriga delar huvudsakligen är från 1400-talet. Som brukligt är för militär arkitektur finns det inte många detaljer som visar de rådande stilistiska egenskaperna från tiden för fästningens tillkomst.  
Vid fästningens östra sida finns två kvadratiska torn och vid dess norra sida två polygonala torn. Väggarna är dekorerade med talrika vapensköldar, bland annat den lokala grevliga ätten Dolfins vapen som finns ovanför fästningens huvudport i gotisk stil. De två cisterner som försåg fästningen med vatten finns bevarande än idag medan de forna sovsalarna, lagerlokalerna och andra typer av rum inte längre finns kvar.

## Sankt Mikaels friluftsteater

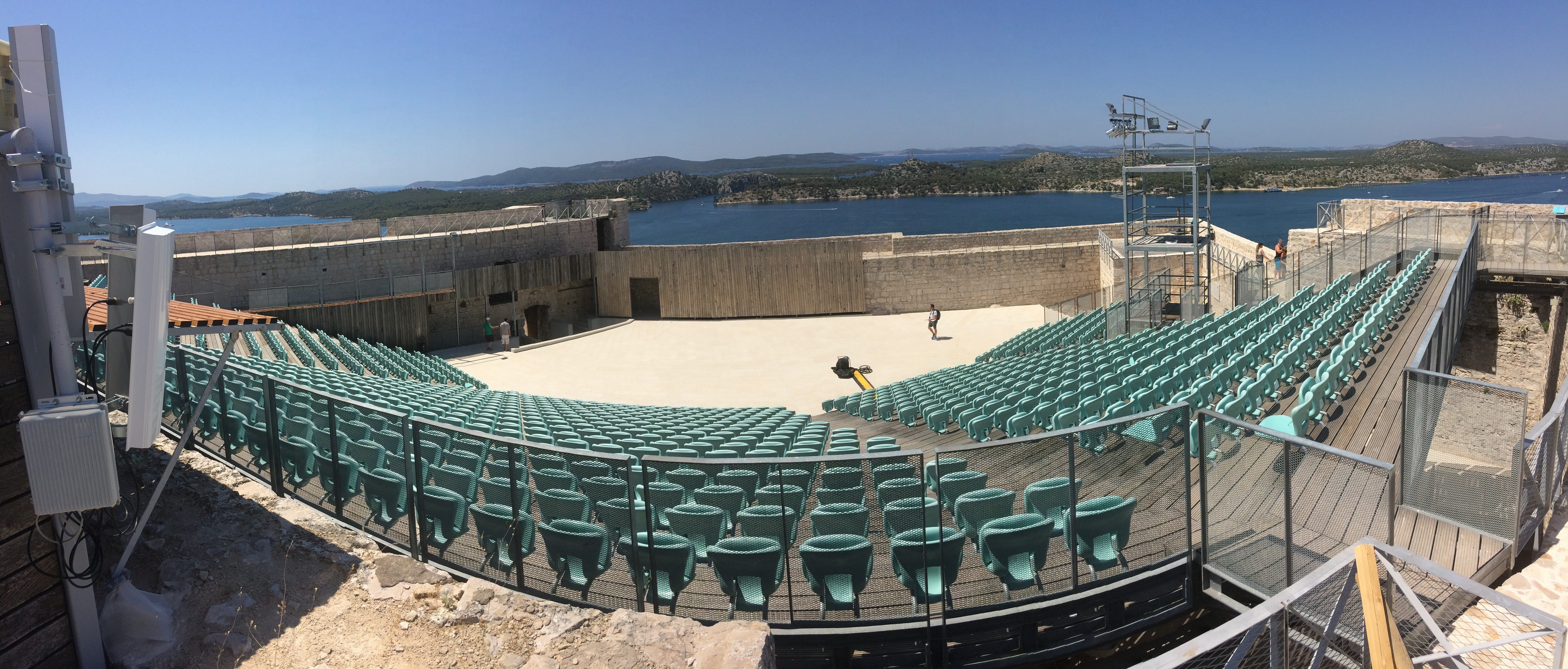
Friluftsteatern år 2017.

Sankt Mikaels fästning var under många år ett militärt objekt. Ett projekt med syfte att revitalisera och öppna upp fästningen för allmänheten inleddes och år 2014 invigdes en friluftsteater på fästningen. Friluftsteatern har 1 700 sittplatser och formen av en amfiteater med utsikt mot staden och havet. Det årligen återkommande sommarprogrammet inkluderar bland annat teaterföreställningar, filmvisningar, balett och konserter med jazz-, pop- och klassisk musik.             